# Lac de la Moselotte
Le lac de la Moselotte  est un lac artificiel accessible au public à partir de 1998 à l’issue de l’exploitation d’une carrière de sable, dont la superficie est de 9,6 hectares. Il est situé à deux kilomètres en aval du centre, dans la zone des Grandes Raccrues, au lieu-dit « Les Amias », sur la commune de Saulxures-sur-Moselotte.
C'est une commune du Nord-Est de la France, dans le département des Vosges, ancien chef-lieu d'un canton de l'arrondissement d'Épinal. C'est l'une des villes-centres de l'unité urbaine de La Bresse. Elle fait partie de la Communauté de communes des Hautes Vosges.

## Géographie
D'une longueur de 700 mètres et d'une largeur de 107 à 220 mètres, et d’une profondeur de 12 mètres, son volume d'eau maximum est de 7 200 000 m3 et sa superficie de 9,6 ha dans un espace végétal de 23 hectares.
Il se jette en contrebas dans la Moselotte, rivière qui naît dans le massif des Vosges, à la fontaine de la Duchesse, près du Hohneck, et rejoint la Moselle à Saint-Étienne-lès-Remiremont.
La commune est située au sud du massif des Vosges, sur le massif montagneux vosgien, les Hautes-Vosges, dites "cristallines" car formées en majeure partie de granite, au cœur du parc naturel régional des Ballons des Vosges créé par arrêté du 9 juin 1989.

### Transports en commun
Des lignes d'autocar régulières desservent l'ensemble des villages de la vallée,.
La gare SNCF la plus proche est la gare de Remiremont.
Les aéroports les plus proches :
- L'aéroport international de Bâle-Mulhouse-Fribourg,
- L'aéroport d'Épinal-Mirecourt Vosges Aéroport

## Historique
L'idée de création du "Lac de la Moselotte" puis l'aboutissement d'un véritable projet technique et financier n'a pas pris moins de 16 ans, de 1972 à 1988, mais quels que soient les changements de municipalité, le projet a été poursuivi, encouragé et finalement réalisé.
Parallèlement, la municipalité a mis en service, dès le 1er mai 1982, une station d'épuration permettant de traiter les eaux avant rejet dans la Moselotte.

### Les coûts financiers
En 1988 l’esquisse d’aménagement du lac de la Moselotte avait estimé le coût global de l’opération à 22 267 656 Francs Hors TVA TTC, soit 3 394 682 euros, et 26 409 440 Francs, soit 4 026 093 euros, valeur juillet 1988
Les frais d'acquisition de l’assiette foncière de l'opération se sont élevés à 1 533 550 Francs, soit 233 788 euros TTC.
Le coût global de l'opération valeur juillet 1988 était donc de 27 942 990 Francs, soit 4 259 881 euros.
Le prix réajusté des études et travaux seuls, valeur 3e trimestre 2012, serait donc de Hors TVA 3 394 682 euros x 1,557656 = 5 287 747  euros HTVA, soit aujourd’hui avec une TVA de 19,6 % = 6 324 145 euros TTC.
En 2013, le conseil d'administration de la base de loisirs a décidé d'entreprendre les travaux de réfection de la passerelle du lac, à la suite des indemnités perçues par l'entreprise et l'architecte, reconnus responsables des malfaçons. Une réflexion a par ailleurs été menée à bien sur ses investissements futurs, notamment un ensemble ludique qui regrouperait une piscine couverte, un sauna hammam et une salle de remise en forme. Ce projet s'appuie sur l'étude de développement réalisée en 2011.

## Activités
Une multitude d'activités sportives et de pleine nature sont accessibles à tous.

### Les équipements
Sur la base de loisirs :
- plage aménagée et structures gonflables,
- 55 emplacements de camping,
- 10 mobile homes,
- 20 chalets loisirs,
- 10 bungalows,
- Rocher artificiel de 8 mètres; beach-volley; location de vélos, de rosalies, de vélos à assistance électrique ; Canoë-kayak, pédalos.

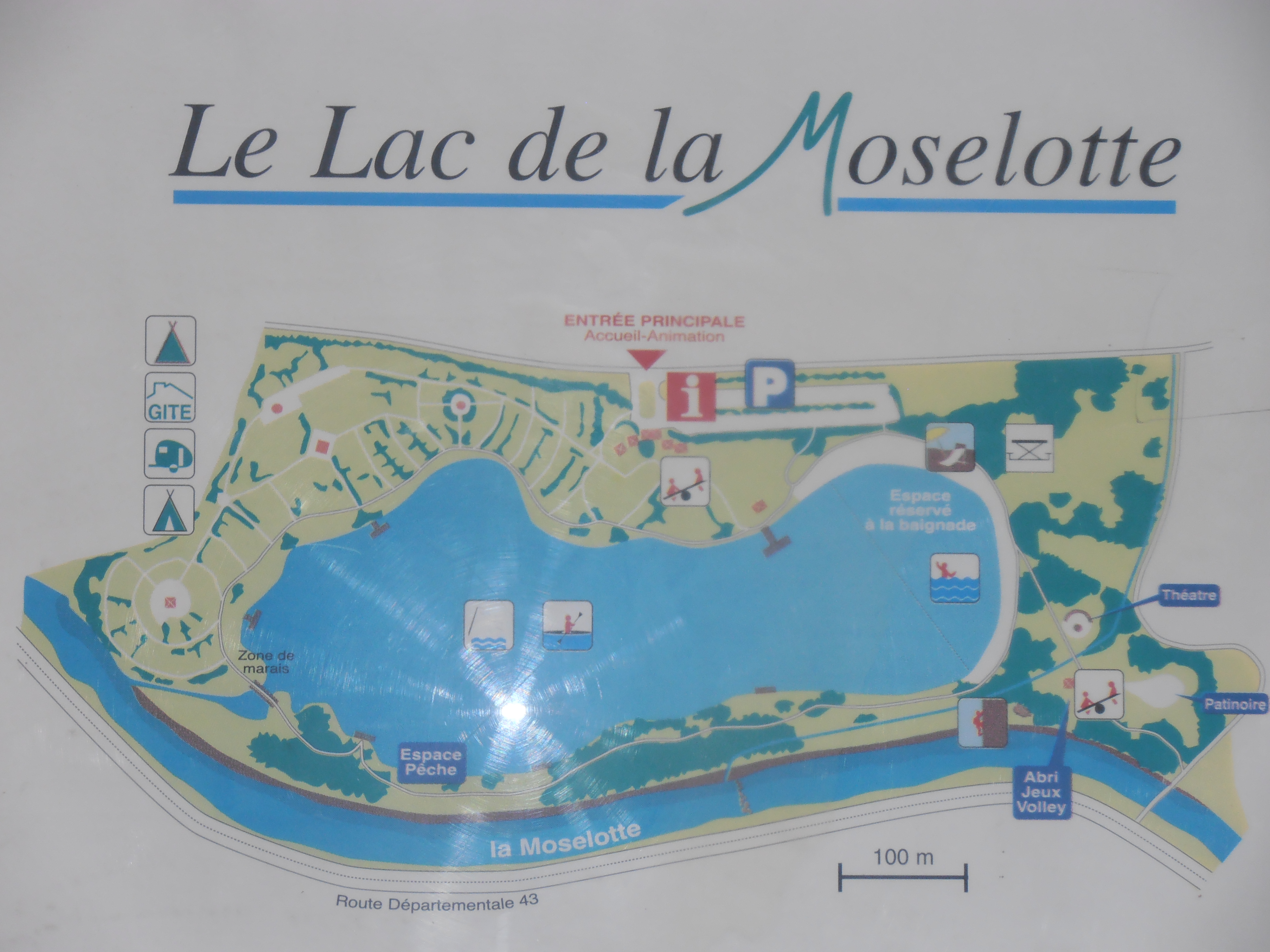
Plan du lac
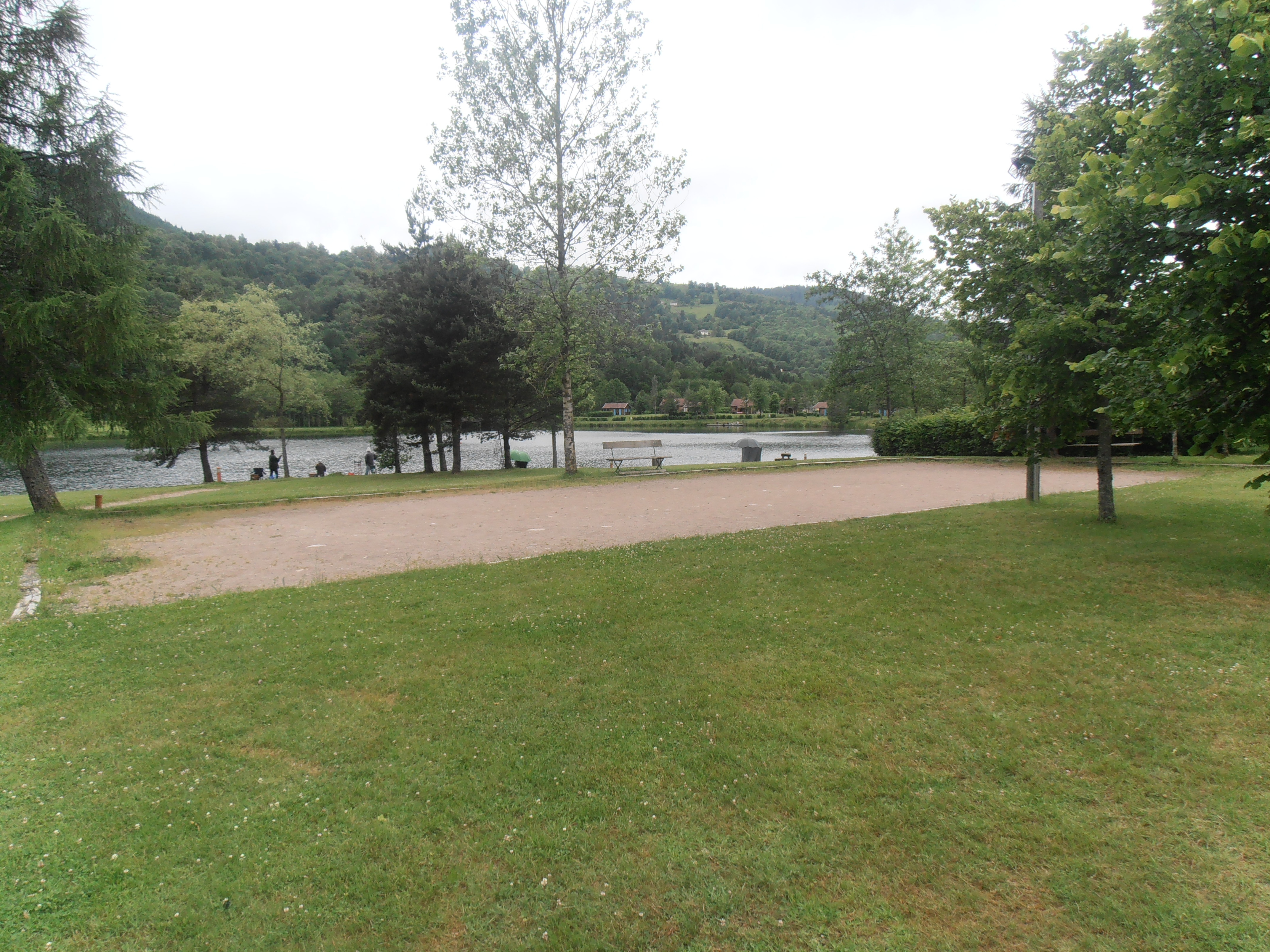
Le lac : baignade, activités nautiques, pêche
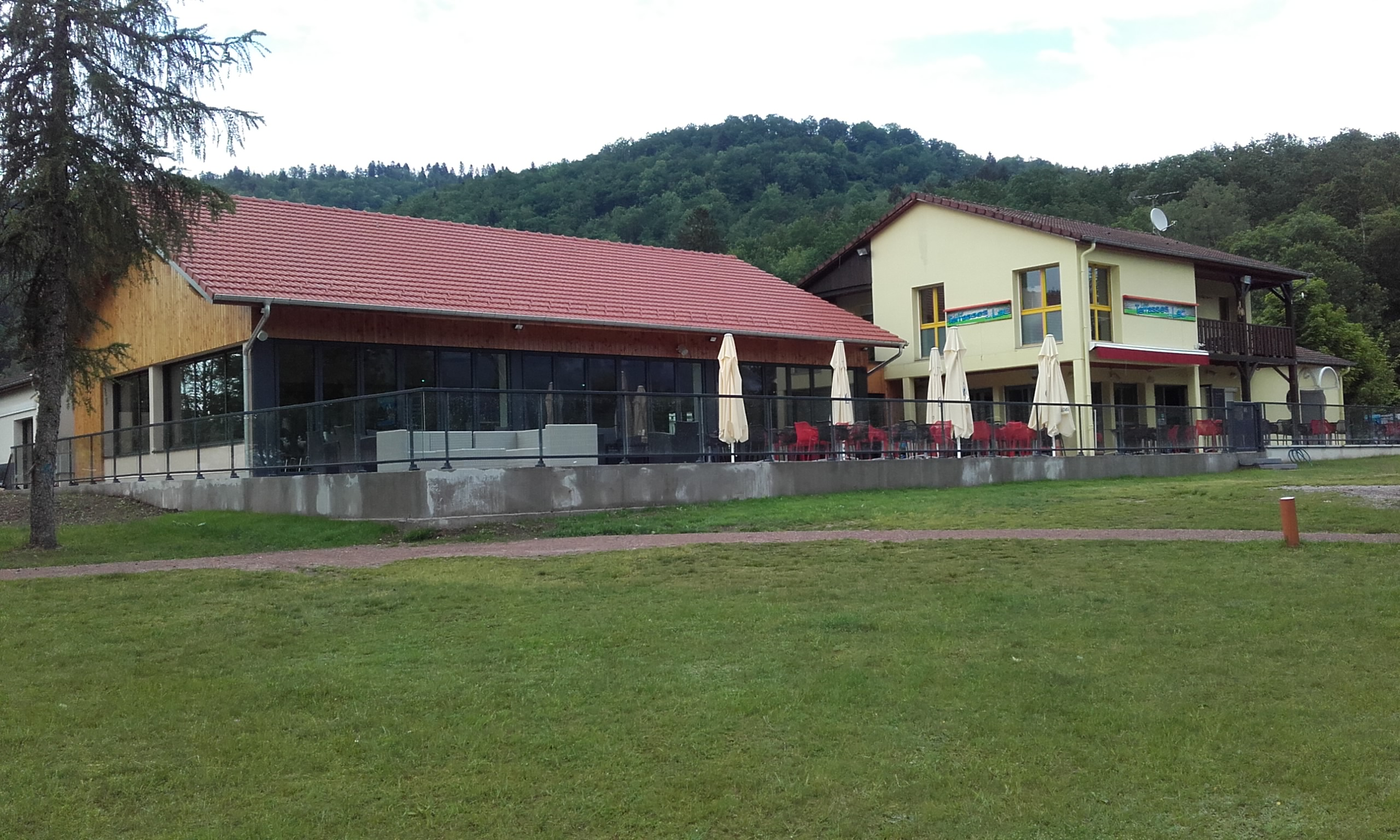
Bâtiment d'accueil et restaurant
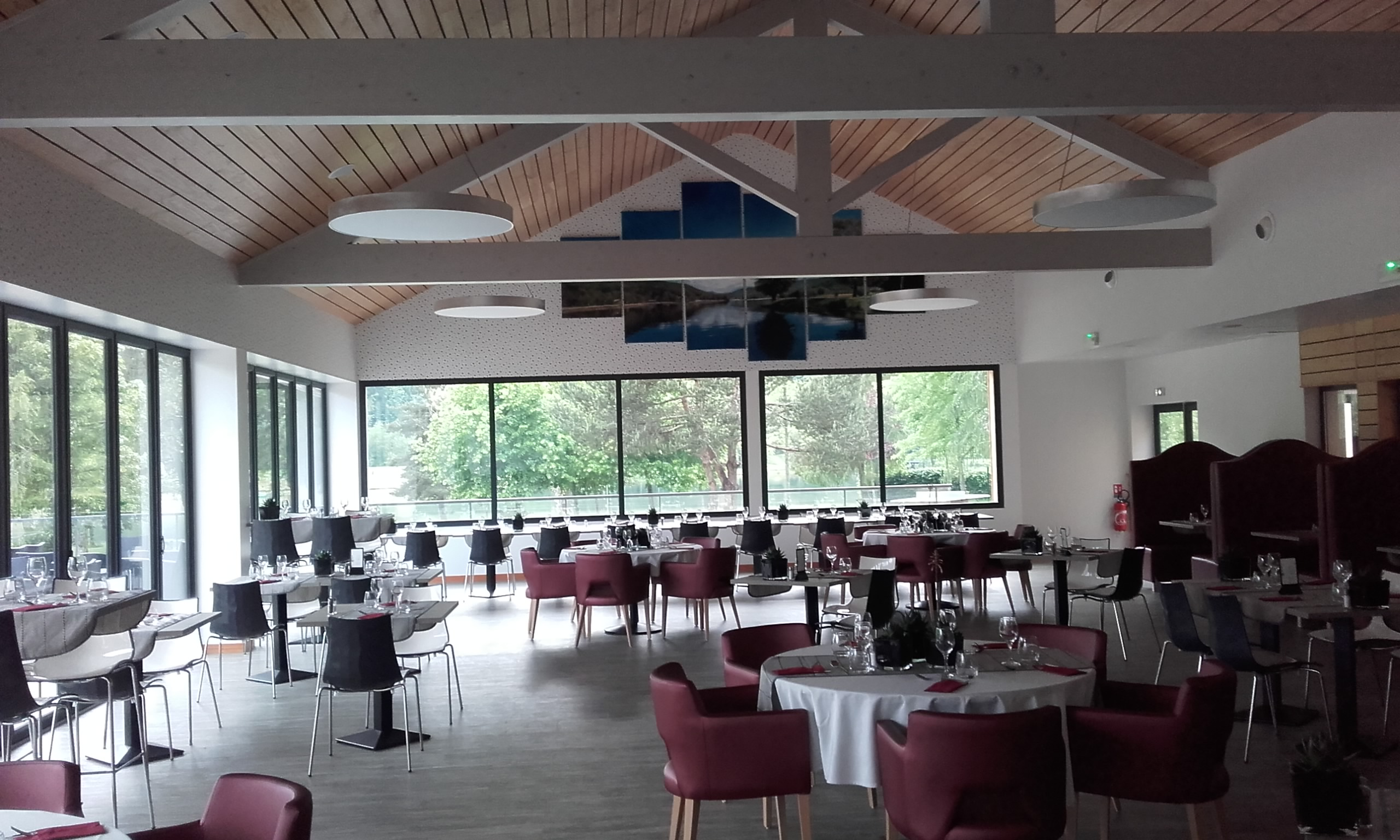
Intérieur de la salle du restaurant
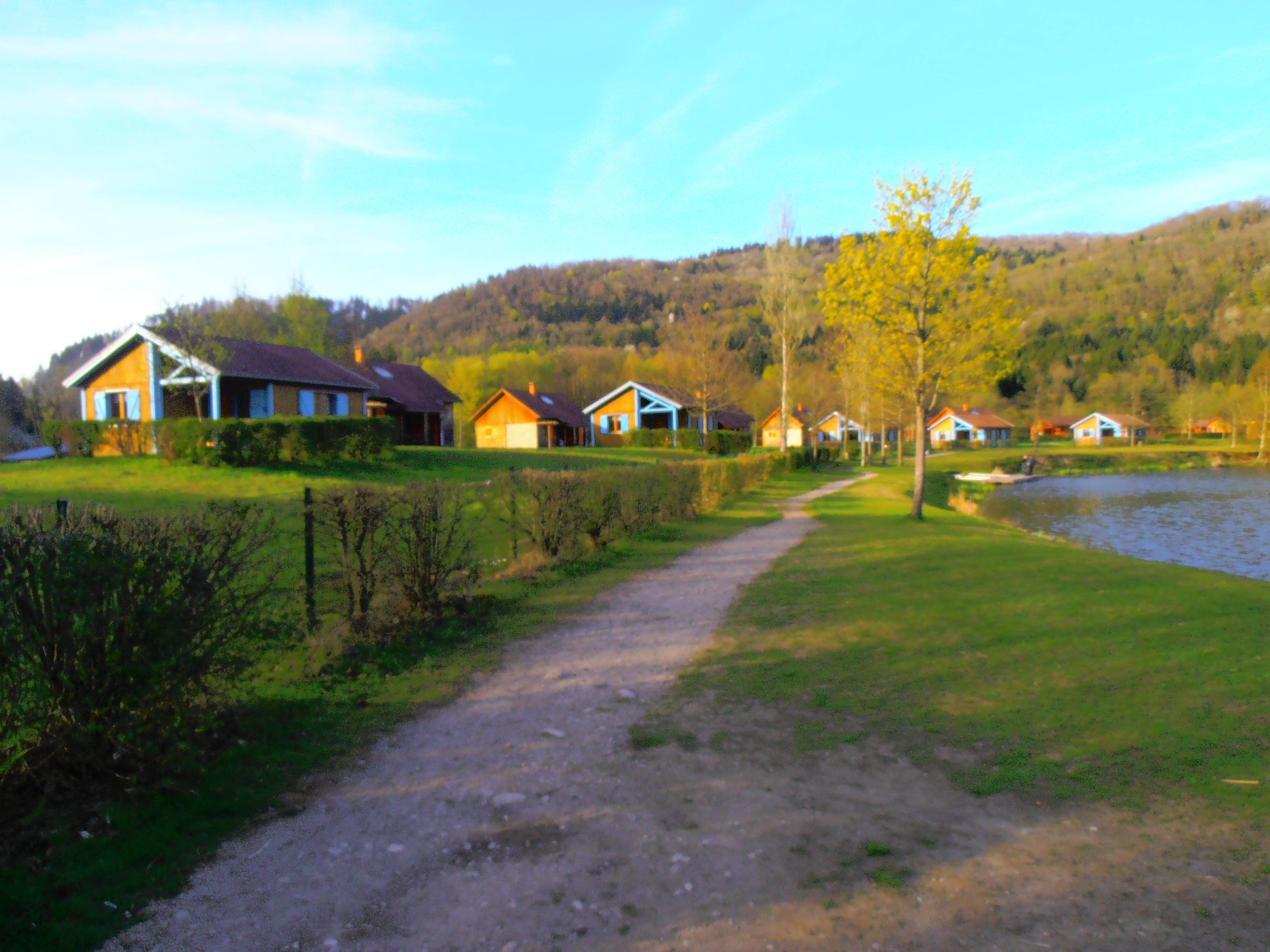
Chalets de la base de loisirs
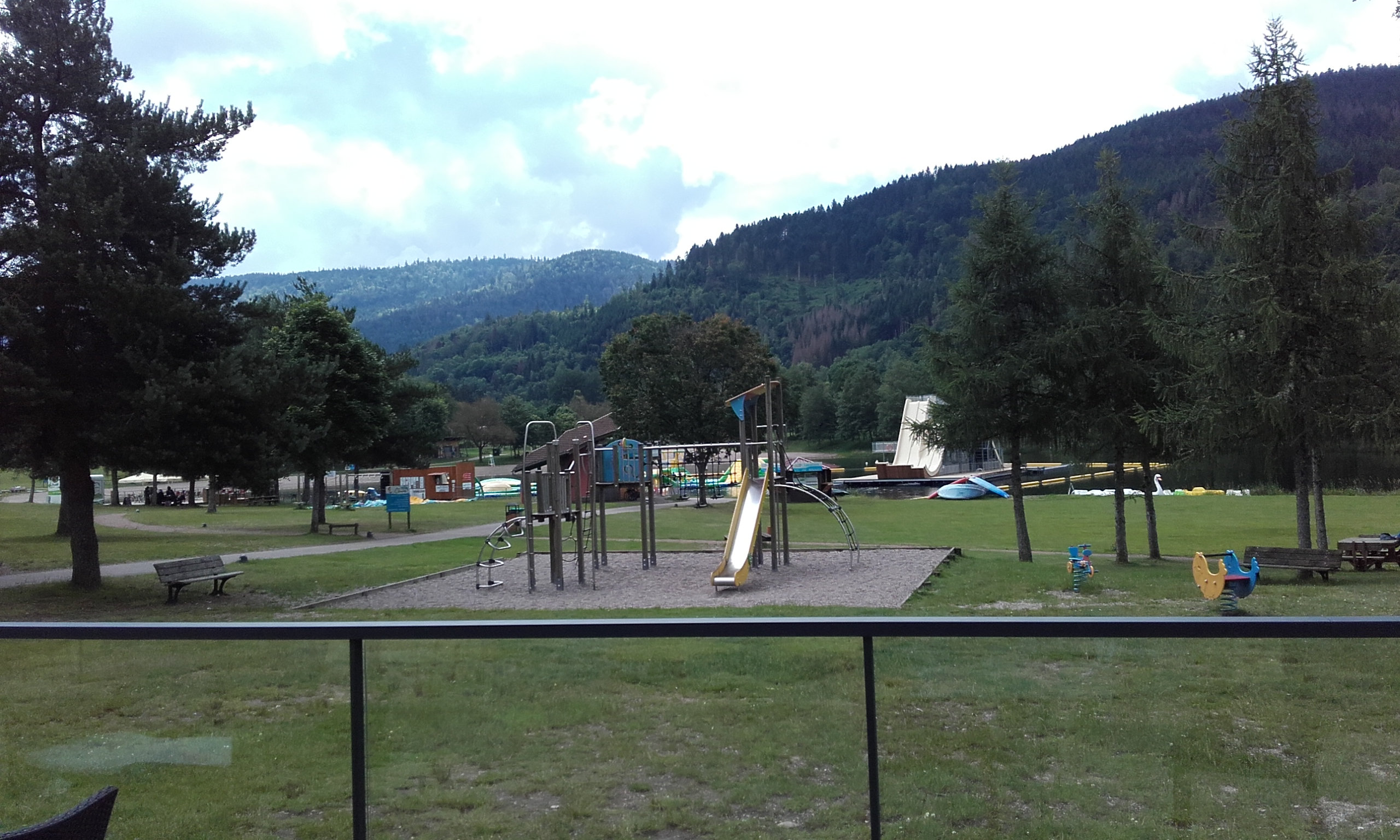
Les aires de jeu et équipements du lac

Sur la commune :
- Canoë-kayak sur la Moselotte et le lac de Saulxures[21],
- Parapente.
- Rampe de Skateboard à proximité de la salle polyvalente.
- Médiathèque[22] avec ses 8 000 livres, 6 abonnements à des revues, 500 DVD et CD Rom, l'accès à Internet...

### Événements
- Le site est devenu un lieu de compétitions nationales ou internationales de pêche (Gardon, Carassin, Chevesne, Tanche, Carpe commune...), dont le Championnat de France (Promotion nationale réservoir qui a eu lieu le 4 novembre 2012 sur le site)[23].
- Le 3 septembre 2013, le site a accueilli le "Tour de France Motos Anciennes".
- Le championnat de France de modélisme a été organisé à la base de loisirs les 20 et 21 juin 2015[24],
- Concerts, animations nocturnes.

## Notes et références

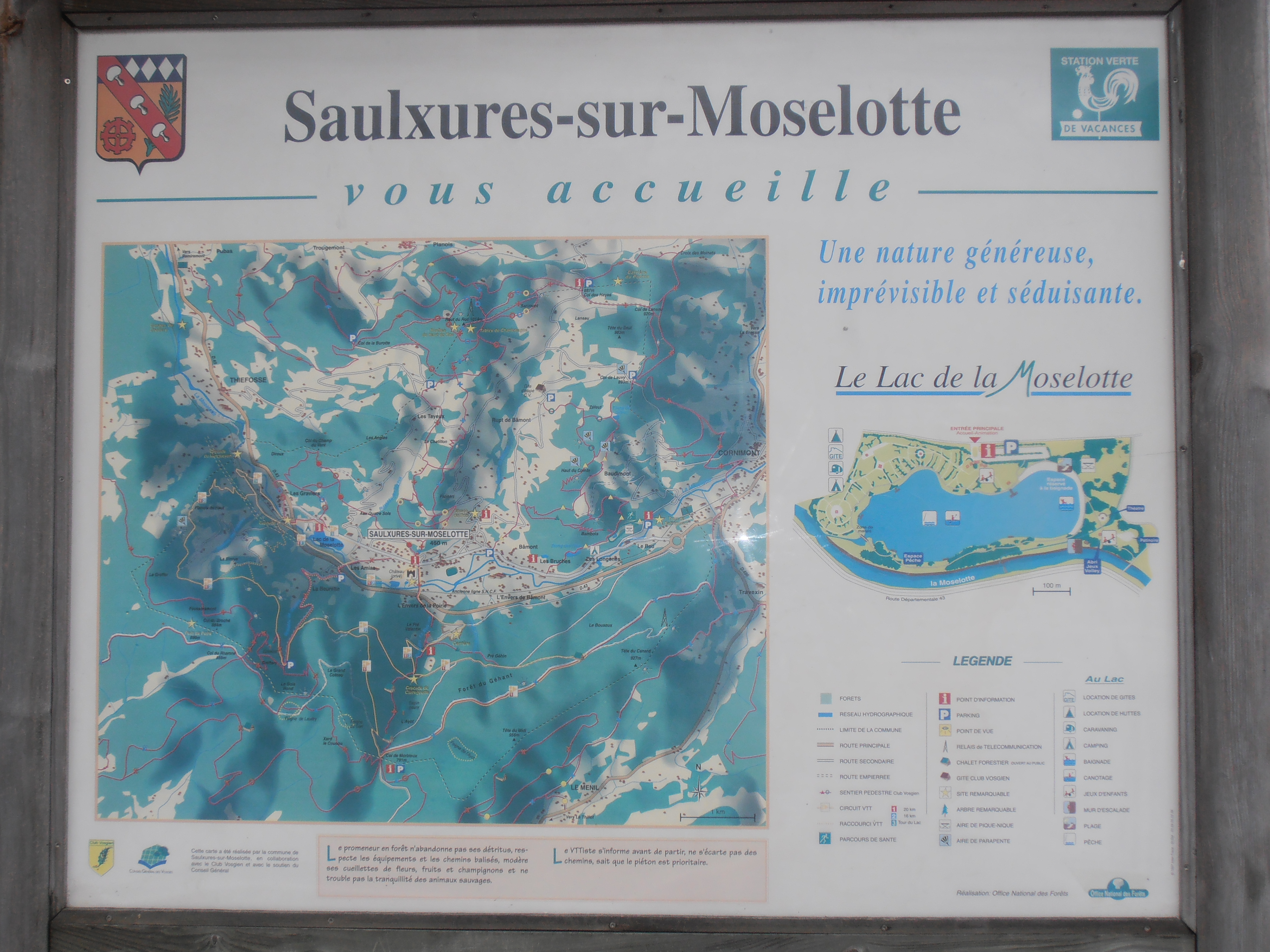
Carte de la base de loisir et ses environs

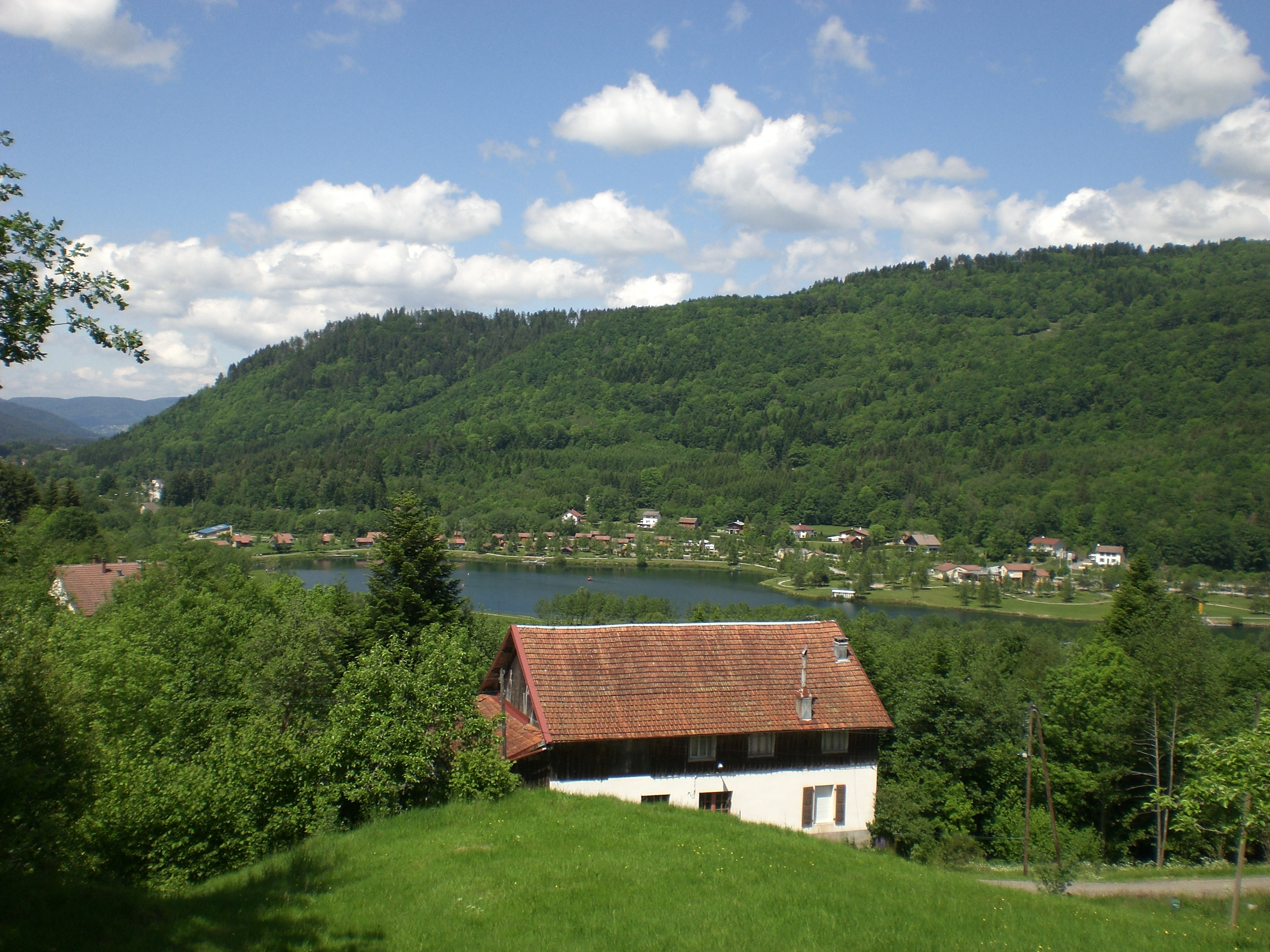
Vue panoramique du lac artificiel et de la base de loisir depuis le versant les Amias

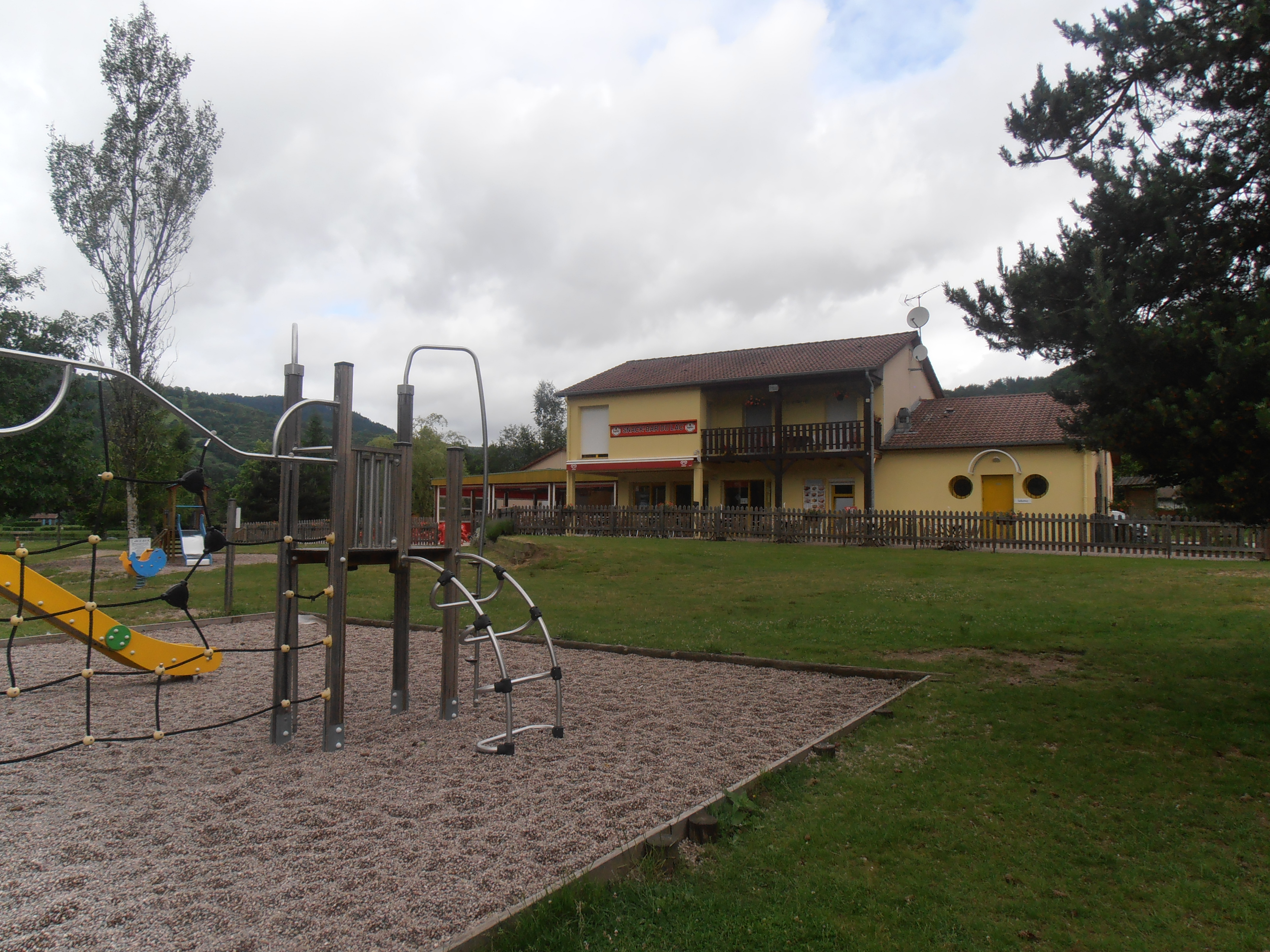
Bâtiment d'accueil